# Tutti gli uomini sono uguali
Tutti gli uomini sono uguali è una serie televisiva, diretta da Alessandro Capone e andata in onda nel 1997 su Italia 1, per un totale di sette episodi.
Successivamente è stata replicata sul canale satellitare Happy Channel.

## Trama
Giacomo (Massimo Wertmüller), pilota di aerei di linea, Claudio (Enzo Decaro), architetto di grido, e Martino (Maurizio Crozza), radiocronista sportivo, tutti e tre da poco separatisi dalle rispettive mogli, decidono di andare a vivere insieme in un bellissimo appartamento in centro. Tutto va bene sino a quando non decidono di rivolgersi ad un'agenzia per assumere una colf che si occupi della casa e, possibilmente, di cucinare. Arriverà a casa una ragazza americana, Eli (Randi Ingerman), efficiente, bella e furba che sconvolgerà le loro vite da pantofolai.